# Alskorset
Alskorset (das Alsenkreuz) var en hædersbevisning, som Wilhelm 1. af Tyskland (i egenskab af preussisk konge) indstiftede den 7. december 1864 til erindring om erobringen af den preussiske erobring af Als under 2. Slesvigske Krig.
Udmærkelsen er et bronzekors med en laurbærkrans, der ses mellem korsarmene, På medaljonen i midten af korset ses et venstrevendt portræt af kongen med omskriften WILHELM KOENIG VON PREUSSEN. På bagsiden ses den preussiske ørn over en båd på havet, og på korsarmene ses teksten ALSEN 29. JUNI 1864.
Korset blev tildelt i fire versioner - de tre af dem som beskrevet ovenfor, men med forskellige ordensbånd:
- For kombattanter var mønstret blåt i midten mellem to smallere orange striber og yderst endnu smallere striber i hvid, sort og hvid.
- For nonkombattanter var båndet orange med en smal blåt stribe i midten og yderst smalle striber i hvid, sort og hvid.

Disse to versioner var de oprindelige. Den tredje version, som blev indstiftet 18. april 1865, altså på årsdagen for Stormen på Dybbøl, var for reservetropper, altså styrker, som stod klar til indsættelse, men som ikke tog direkte del i aktionen:
- For reservetropper var båndet blåt med smalle striber i sort, hvid og orange yderst.

Den fjerde version, som er sjældnest, var af samme design, men fremstillet i nielleret jern, og blev tildelt medlemmer af den kongelige preussiske johanitterorden, som deltog som præster, læger eller i andre støttefunktioner.
- For johannittere var båndet hvidt med en smal sort stribe i midten og lidt bredere sorte striber nær kanten.